# 东京大空袭战灾资料中心
东京大空袭战灾资料中心（日语：東京大空襲・戦災資料センター），是位于日本东京都江东区的一家博物馆，该博物馆为纪念东京大轰炸而设立，目的是展示平民因空袭和战争而遭受的损害，目前该博物馆是世界上唯一一家以东京大轰炸为主题的博物馆。该博物馆于2002年3月开馆，隶属于私人学术研究机构政治经济研究所，第一任馆长是早乙女勝元，现任馆长是吉田裕。博物馆的功能包括展览、研究、出版、举办讲座和研讨会、制作相关视频、青少年教育等。截至 2022年，中心每年接待的游客不足10,000 人。

## 博物馆的历史发展
东京空袭记录协会（創建該博物館的組織）由早乙女胜元等人成立于1970年，并于1973-1974年出版了五卷本的《东京大空袭·战灾志》，之后东京空袭记录协会要求东京都政府建立一个关于东京大空袭的纪念馆，东京都政府于1992年1月决定建立一个这样的纪念馆并开始了准备工作，但在1999年4月由于财政困难及对展览内容有分歧而停止了建设计划。政治经济研究所和东京空袭记录协会呼吁私人捐款以建设博物馆，并从2000年开始累计收到了一亿多日元的捐款。博物馆于2002年3月9日开始对外开放，早乙女胜元任第一任馆长。
博物馆所在的这片土地由一位日本人无偿捐赠给了政治经济研究所，最初政治经济研究所在这里建立了一个事务所，而博物馆被建在事务所的旁边。随着参观人数的增多，提高展览的质量和数量成了当务之急，博物馆将将说明室的数量提高一倍等扩建目标提上了日程。2005年8月，博物馆为了扩建发起了筹款，2007年3月，这里建起了一座包括政治经济研究所事务所的共同研究室和东京空袭和战争破坏信息中心的扩建部分的建筑物。
2006年6月，政治经济研究所组建了战争灾害研究室，开始对东京大空袭进行全面研究，并从2007年度开始获得文部科学省的资助，丰富的研究成果扩充了展览的内容。
2017年5月到9月博物馆的建筑物进行了全面的改建，成为了一个无障碍博物馆。

### 博物馆历史事件和活动
自20世纪60年代起，很多日本民众就呼吁建立一个东京大轰炸纪念馆，但一直没能就建设计划和理念达成一致。90年代，东京空袭协会向东京都政府提出了建立博物馆的要求。
建立之初（建立以前-2005年）
2000年3月，东京空袭记录协会和政治经济研究所发起了建设博物馆的筹款，最终四千多名捐赠者为这个筹款捐赠了一亿日元。2001年9月，博物馆举行了奠基仪式，并在2002年3月举行了开幕式和“庆祝博物馆开幕聚会”，博物馆开始对公众开放。5月，博物馆举行了庆祝“世界儿童和平雕像”揭幕一周年的活动，这是博物馆第一次举办正式纪念活动。6月，博物馆举办了第一次“思考城市空袭”座谈会，此后该座谈会又举行了多次。7月，杂志“东京大空袭战灾资料中心”No1号出版，中心还在此月成立了“友谊协会”。
2003年3月，博物馆举办了庆祝博物馆开馆一周年的“一周年会”。2004年3月， 新设立的“儿童与战争”角在展览室开放。
2005年3月，博物馆举行了“博物馆开馆三周年和东京大空袭60周年”纪念活动，同年5月，博物馆的指南《从东京大空袭战灾资料中心穿越东京大空袭》出版。8月，博物馆为了扩大规模开始筹集捐款。
2005-2019（2019年早乙女胜元退休）
2006年2月，博物馆因参与制作NHK特别节目《东京大空袭：60周年灾难地图》而获得了关东甲信越区广播文化奖。6月，战争灾害实验室作为研究部门成立，并在次年获得了文部科学省的科学研究补助金。8月，博物馆为暑假期间参观博物馆做作业的小学生及家长们举办了空袭体验和图画表演活动，从2007年7月开始，这个活动被成为了一个在每年暑期举行的年度活动。10月，博物馆因扩建工程而暂时关闭，扩建工程在2007年3月完成。
2007年3月，博物馆除完成了扩建工程外还举行了“讲述东京空袭大事件-5周年庆典”。4月，来自姬百合和平博物馆的人们参观了博物馆，并与博物馆工作人员进行了互动和交流。博物馆在7月-8月举办了特别展览“东京空袭的活生生的见证：铃木贤治摄影展”，后来这个展览被改为了定期展览。10月，博物馆举办了研讨会“滥杀滥伤的起源：审视格尔尼卡和中国城市的轰炸”。
2008年10月，博物馆举办了名为“关于不分青红皂白轰炸的国际研讨会：世界各地受灾城市如何报告空袭”活动，并在同年的10月-12月举办了五次“东京大空袭战灾资料中心学习讲座”。11月，博物馆举办了特别展览“高中生眼中的被东京空袭影响的树木”。
2009年7月，《岩波DVD书和平档案：东京、格尔尼卡、重庆：从空袭中思考和平》出版，博物馆还在7月到9月举办了特别展览“东京-格尔尼卡-重庆空袭摄影展”。博物馆的暑期亲子项目在8月得到了江东市教育委员会的支持。9月，博物馆启动了“见证视频项目”，10月，日本著名医学家日野原重明参观了博物馆，在10月-11月博物馆举行了一系列公开讲座，以纪念岩波DVD书的出版。
2010年2月-4月，博物馆举行了特别展览“小野泽先生空袭画”，内容主要为小野泽创作的关于空袭的艺术品。在12月，筑紫哲也关于东京大空袭的电视节目常设展览开幕，还出版了由博物馆编辑，时任馆长早乙女胜元监制的《讲述东京大空袭的视觉书籍（5）：战争之路和空袭》。
2011年6月，博物馆举办了“东京空袭证词视频项目公开学习小组”活动，并在8月举办了两部视频资料的放映活动，博物馆的参观人数超过了两万余次。10月，政治经济研究所成为了公共利益基金会。
2012年2月18日-4月，博物馆举行了以影像资料为主的展览“十周年特别展：东方社摄影俱乐部录制的美军狂轰滥炸”。博物馆展出了此前从未公开过的700多张由日本帝国陆军宣传机构拍摄的美军空袭照片。同年3月，博物馆还举行了“传递东京大空袭：战争破坏资源中心10周年”活动，以纪念博物馆开馆10周年。
2013年3月，博物馆举行了特别展览“德国空袭报告：德累斯顿、柏林、汉堡”。
2014年2月，和平文化出版了《田野调查东京空袭》，3月，中心发布了新的东京大轰炸灾难地图（“生命损失地图”）和“东京大空袭见证视频地图”，4月，5月，博物馆又举办了两个影像资料的上映活动。7月，博物馆开始参考和研究“东京战争烈士名单”，11月，博物馆第一次举办了“秋季和平文化节”。
2015年1月，博物馆出版了《东京空袭权威写真集：美军滥炸造成的破坏记录》，并发布了展览导游志愿者指南，并于2月-4月举行了纪念摄影集“东京空袭摄影展”出版的特别展览。同年3月是东京大空袭70周年纪念日，博物馆举行了纪念活动。8月，博物馆为了增加暑期活动参与者的范围，将 “暑假亲子项目”改为了“暑假特别项目”。10月，针对空袭的经验和中心对下一代的传承问题，中心成立了“下一代继承研究小组”。11月， 中心的“证言映像地图”在第19届日本新媒体动漫艺术节中获评审团推荐。
2016年6月，博物馆开始实行开馆15周年的业务更新计划。7月，《东京重建照片集：1945-46年文化社看到的烧伤复兴》出版，10月，介绍该中心的新视频“什么是东京空袭？”公开。2017年2月-4月，博物馆举行了特别展览“空袭受害者与战后日本”。5月，博物馆开始接受特定捐款，这次捐款在2018年3月结束。5月-9月，博物馆进行并完成了建筑物的翻新工作。9月，博物馆的相关机构霊名薄研究会发表了报告《东京空袭死亡名单研究》。
2018年2月-4月，博物馆举行了名为“名字、面孔、脚步声：3月10日迷失的人”的特别展览。
2019年3月，博物馆更新了网站，并出版了经历集《当时我还是个孩子：东京大空袭中21人的记录》。87岁高龄的博物馆第一任馆长早乙女胜元退休，仍担任名誉董事。
2019-今
2020年，新冠疫情爆发后，学校旅行和其他活动相继被取消，参观人数已降至去年的不足10%。
2022年5月10日，东京大空袭战灾资料中心第一任馆长早乙女胜元去世，享年90岁, 中心发文纪念。
在新冠疫情期间，博物馆按照日本规定停止开放，后在2020年6月20日重新开放。

## 中心的目标
1945年，亚太战争结束。美国军队在同年3月10日对东京进行的燃烧弹轰炸将几乎整个东京市区烧毁，并导致约10万人丧生（具体数字仍未统计清楚），其中很多人是平民（同时很多是妇女儿童和老人）。许多人的财物被毁、失去亲人、失去生命。
广岛、长崎原子弹爆炸是日本和世界各地众所周知的事件，但同样伤亡惨重并且对平民造成很多伤害的东京大轰炸事实上却没那么著名，在东京大空袭战灾资料中心建立之前，没有任何专门介绍东京大轰炸的公共博物馆。
东京大空袭战灾资料中心想让人们了解以下问题：
东京遭受空袭的前因后果是什么？
为什么遭到如此重的破坏？
空袭中的人们经历了什么？
空袭造成了什么样的影响？
日本社会如何看待这场空袭？
“如果你还不了解它，让我们去了解它，如果你已经了解它，请告诉它。”是该中心列在官网上的的一句格言，语出早乙女勝元。
自2002年开馆以来，该中心一直作为私人设施传达和介绍关于东京大轰炸的信息。
在战争期间，日本的很多其他地方也遭到了空袭，同时日本军队也空袭了很多别国城市，空袭也不是在亚太战争期间被发明，而是早在20世纪初就有了实践。放眼世界，空袭、导弹和其他空中打击行为仍在进行，但是这些军事行动通常会导致平民的伤亡。中心希望人们（特别是学生）通过感受和体验，学习和思考空袭相关的事情。
同时该中心希望他们能够尽可能传达这场事件的历史经验和事实，防止对战争和空袭的记忆消退，防止美化过去战争的行为，创造和保护一个没有战争和空袭的和平社会。这是中心“最重要的一个目标”。
中心建立后，很多空袭亲历者在中心登记或捐款，或者加入了该中心的相关机构东京空袭记录协会。随着时间推移，在该中心登记的人数正在稳步减少，该中心希望继续传递这些人的思想和经历，并将中心作为学习和思考这场空袭、学习和思考和平的教育场所，成为“促进和平的地方以及研究这场空袭的地方”。该中心总的目标是成为一个“让参与其中的人们可以自由交流、相互尊重、并为和平努力的中心”，“将生命与和平的接力棒牢牢传递到未来。”

## 建筑外观和构造以及展览内容
中心的建筑由日本设计师三沢浩氏设计，外墙颜色从下往上渐变为红色，象征着轰炸当天的红色天空。建筑正面右侧有一座母亲抱着幼子的半身雕像，名为“战火之下”，由河野新设计，左侧有一座由东京的初中生和高中生捐款并设计建立的雕像，名为世界儿童和平雕像，外观为一个女孩在破裂的鸡蛋前浇花。按照捐赠土地的人意愿，雕像左边依然供奉着三个最初在此区域供奉的人。
主楼一层左侧是政治学和经济研究所中心的办公室，右侧是中心的接待处，还有一个开放的图书馆供大家阅读以及一个供大家讨论和研究的区域。
主楼一层后的附楼部分设有一个用来观看视频资料的视频演讲室，视频演讲室还有一张显示空袭区域的地图，一些描绘空袭的绘画艺术品以及一架被燃烧弹擦过的钢琴等展品，视频演讲室有时也会被用作特别展览。
主楼二楼是常设展览室，展览室由四个部分组成：“战争期间的生活”区域、“空袭的现实”区域、“空袭后的历史”区域、“证词和视频”区域，主题均是东京空袭。内容涵盖空袭前（关东大地震之后）至今的物品和资料。博物馆将真实的历史物品、照片还有历史体验（如体验笔记、体验照片）、视频和证词等材料与复制品和模型相结合，展示空袭前人们的生活、空袭期间的经历、空袭后人们的生活以及日本社会如何看待空袭。
主楼三层主要是博物馆的会议研究空间，一般不对游客开放。
博物馆存有大量空袭的照片影像资料以及空袭遇难者的名单，博物馆还会经常举行空袭亲历者的讲座。

## 书籍
博物馆储藏、出售和编写一些主要关于东京大轰炸的书籍、杂志、资料，包括第一任馆长早乙女胜元的著作、博物馆编写的一些小册子和杂志，以及各个出版社的相关书籍。

### 脚注
1. 1 2  梯久美子. . 通贩生活 (カタログハウス). 2020-07: 66–70.
2. ↑  . Washington Post.   [2024-7-10]. （原始内容存档于2023-03-26） （英语）.
3. 1 2  . Wikipedia. 2022-09-03 （日语）.
4. ↑  . RFI - 法国国际广播电台. 2024-03-10  [2024-09-14]. （原始内容存档于2024-09-14） （中文（简体））.
5. ↑  日本放送協会. . 戦跡 薄れる戦争の記憶｜NHK.   [2024-08-16]. （原始内容存档于2024-08-16） （日语）.
6. ↑  . Seattle Times.   [2024-07-10]. （原始内容存档于2014-02-01） （英语）.
7. ↑  .   [2023-06-29]. （原始内容存档于2023-06-29）.
8. 1 2  .   [2023-06-18]. （原始内容存档于2023-06-14） （日语）.
9. ↑  . www.jcp.or.jp.   [2024-08-16]. （原始内容存档于2024-12-25）.
10. ↑  . 昭和館デジタルアーカイブ.   [2024-08-16]. （原始内容存档于2024-12-25） （日语）.
11. 1 2 3  .   [2023-06-14]. （原始内容存档于2023-06-14） （日语）.
12. ↑  .   [2024-07-15]. （原始内容存档于2014-01-24） （英语）.
13. ↑  Spitzer, Kirk. . Time. 2012-03-27  [2024-07-10]. ISSN 0040-781X. （原始内容存档于2024-12-10） （美国英语）.
14. ↑  . blog.t-kougei.ac.jp.   [2025-01-09]. （原始内容存档于2025-01-18）.
15. 1 2  .   [2023-06-19]. （原始内容存档于2023-06-14） （日语）.
16. ↑  . Wikipedia. 2023-05-31 （日语）.
17. 1 2  . 朝日新聞デジタル. 2022-05-11  [2024-07-10]. （原始内容存档于2024-07-10） （日语）.
18. ↑  日本放送協会. . 戦跡 薄れる戦争の記憶｜NHK.   [2024-08-16]. （原始内容存档于2024-08-16） （日语）.
19. ↑  . Washington Post. 2022-05-17  [2023-06-19]. ISSN 0190-8286. （原始内容存档于2023-03-26） （美国英语）.
20. ↑  . 朝日新聞デジタル. 2020-06-19  [2024-08-16]. （原始内容存档于2024-12-25） （日语）.
21. ↑  . BBC News 中文. 2015-03-10  [2023-06-29]. （原始内容存档于2023-06-29） （中文（简体））.
22. ↑  Karacas, Cary. . : 520–540.
23. 1 2 3  .   [2023-06-30]. （原始内容存档于2019-11-30） （日语）.
24. ↑  . www.japan-press.co.jp.   [2024-07-10]. （原始内容存档于2024-07-10）.
25. ↑  NHK. . 早乙女勝元｜人物｜NHKアーカイブス.   [2024-08-16]. （原始内容存档于2023-03-11） （日语）.
26. ↑  . m.baidu.com.   [2023-06-30]. （原始内容存档于2023-06-30）.
27. 1 2  . Stars and Stripes.   [2024-07-10]. （原始内容存档于2024-12-25） （英语）.
28. ↑  .   [2023-06-14]. （原始内容存档于2023-06-14） （日语）.
29. 1 2  . 総務省.   [2023-06-29]. （原始内容存档于2023-06-29） （日语）.
30. ↑  . . : 1–10  [2024-08-16]. （原始内容存档于2024-08-16）.
31. ↑   (PDF).   [2024-08-16]. （原始内容存档 (PDF)于2022-10-02） （日语）.
32. 1 2   (PDF).   [2024-08-16]. （原始内容存档 (PDF)于2024-08-16） （日语）.
33. ↑  . アイエム［インターネットミュージアム］.   [2024-08-17]. （原始内容存档于2024-08-17）.
34. ↑  . note（ノート）. 2024-12-06  [2025-01-09] （ja-JP）.